# Naintré
Naintré is een gemeente in het Franse departement Vienne (regio Nouvelle-Aquitaine). De plaats maakt deel uit van het arrondissement Châtellerault. Naintré telde op 1 januari 2022 5.954 inwoners.
De archeologisch site van Vieux-Poitiers ligt in de gemeente. Briva (later: Vetus Pictavis) was een Gallo-Romeinse nederzetting die lag aan de Romeinse heerbaan die liep van Poitiers naar Tours. Hier stond een theater met een doorsnede van 116 meter waarin tot 10.000 toeschouwers konden plaatsnemen.
De Église Saint-Vincent werd gebouwd in 12e eeuw en in de 15e eeuw uitgebreid met een nieuw koor en een zijkapel. In de kerk is een verguld houten tabernakel.

## Geografie
De oppervlakte van Naintré bedroeg op 1 januari 2022 24,86 vierkante kilometer; de bevolkingsdichtheid was toen 239,5 inwoners per km². Naintré is een zuidelijke voorstad van Châtellerault. De Clain, een zijrivier van de Vienne, stroomt door de gemeente.
De onderstaande kaart toont de ligging van Naintré met de belangrijkste infrastructuur en aangrenzende gemeenten.

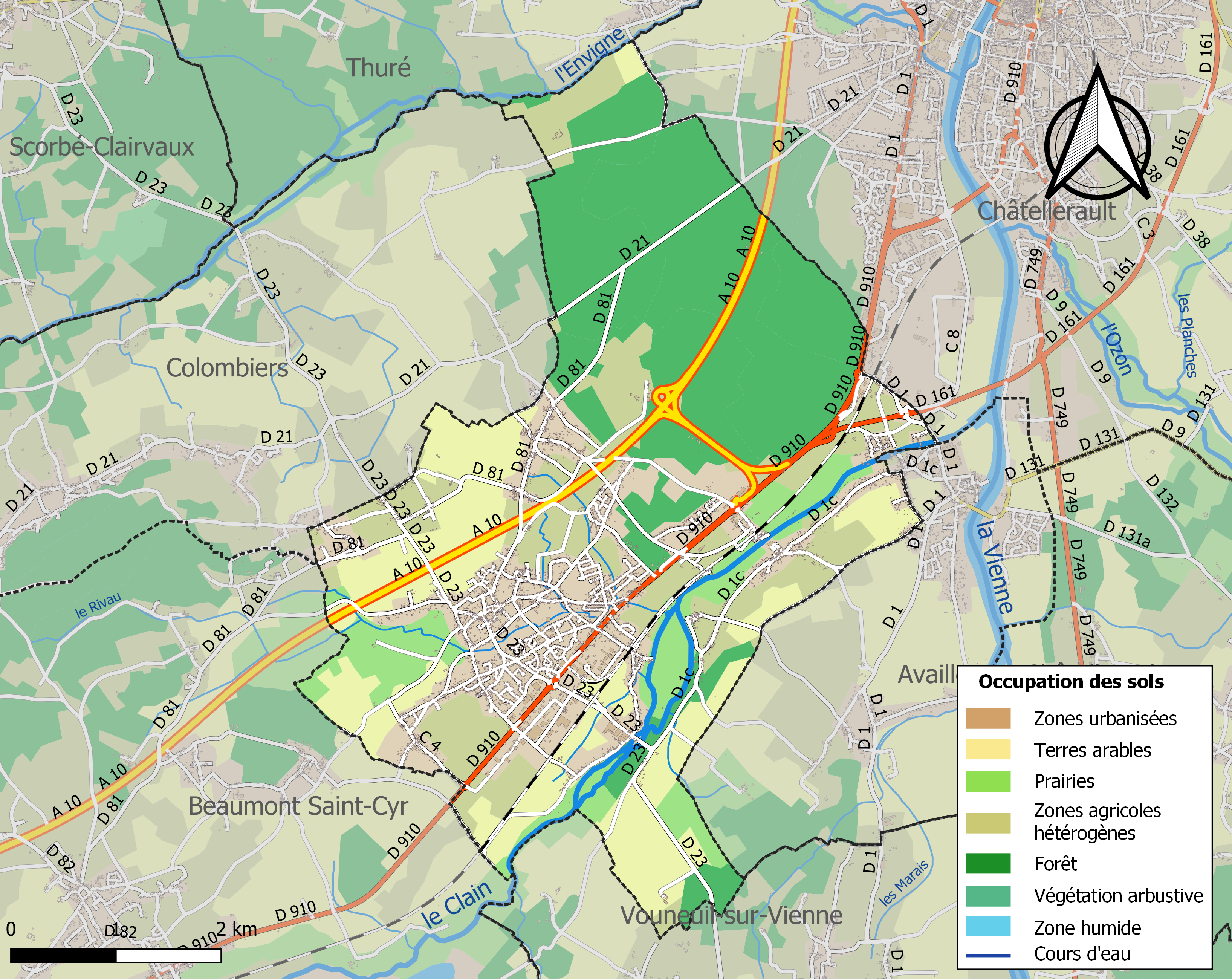

## Verkeer en vervoer
In de gemeente liggen de spoorwegstations Naintré-les-Barres en Nerpuy. De autosnelweg A10 loopt door de gemeente.

## Demografie
In 1936 telde de gemeente 2.251 inwoners en in 1946 3.031 inwoners.
Onderstaande figuur toont het verloop van het inwonertal (bron: INSEE-tellingen).